# Памятник Колумбу (Барселона)
Па́мятник Колу́мбу (кат. Monument a Colom, исп. Monumento a Colón или исп. Mirador de Colón) — монумент высотой 60 метров, посвящённый Христофору Колумбу и расположенный в Барселоне (Испания) у бульвара Рамбла. Монумент был построен к Всемирной выставке 1888 года и расположен в том месте, куда Колумб вернулся из своего первого путешествия в Америку. Монумент является напоминанием, что Колумб посещал королеву Изабеллу I и короля Фердинанда II в Барселоне.

## Описание

### Статуя и колонна
7-метровая статуя Колумба, расположена в верхней части колонны, выполнена из бронзы. Это работа скульптора Рафаэля Аче. Внутри металлической колонны монумента находится лифт, поднявшись на котором, можно увидеть панораму исторической части города, а также моря и гор.